# 妖怪貓小杏
《妖怪猫杏子》是今城隆創作的日本漫畫作品。最初在《Comic BomBom》（講談社）於2006年8月號到2007年11月號進行連載。單行本由KC Deluxe發行，共一卷。

## 故事大綱
一隻在草成寺被飼養的貓，竟然在不知不覺中變成妖怪貓的小杏，帶來了一些奇特的日常生活。

## 登場角色
配音部分是劇場動畫版的配音員。
小杏
配音：森山未來
主人公。妖怪貓。雖然有可愛的名字和外表，但內在卻是大叔。
香林
配音：五藤希愛
小杏的飼主。人格者。
哲也
配音：青木崇高
香林的父親。
柚季
配音：市川實日子
香林的母親。
和尚
配音：鈴木慶一
小杏的養父。
貧窮神
配音：水澤紳吾
狸
配音：澤部渡（裙子（樂隊））
閻魔大王
配音：宇野祥平

## 書籍
今城隆，《妖怪貓小杏》，講談社〈KC Deluxe〉，全1卷。
於2007年11月16日發行，ISBN 978-4-06-372388-5。

## 動畫電影
由日本和法國合作的動畫電影於2024年7月19日上映。影片採用了從真人畫面中提取動作和表情並製作動畫的動畫繪製法，台詞也使用了拍攝時錄製的原始音訊。

## 外部連結
- 映画『化け猫あんずちゃん』公式サイト （页面存档备份，存于）（日語）
- 互联网电影数据库（IMDb）上《妖怪貓小杏》的资料（英文）